# تبعیض زبانی

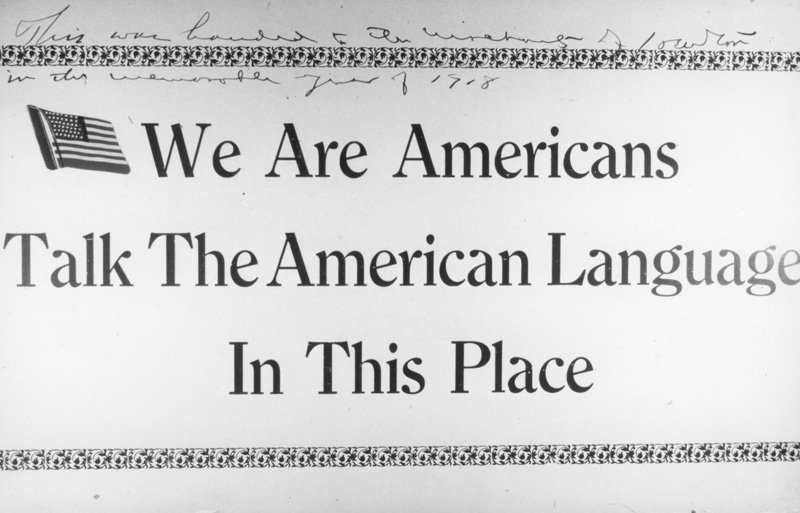
تبعیض زبانی گاهی با تعلق به یک گروه اجتماعی مرتبط است، مانند میهن‌پرستی و ملی‌گرایی. این تصویر یک پوستر تبلیغاتی و پروپاگاندایی از جنگ جهانی اول است.

تبعیض زبانی (که گلوتوفوبیا یا glottophobia، زبان‌گرایی linguicism یا languagism نیز نامیده می‌شود) رفتار ناعادلانه‌ای است که مبتنی بر استفاده از زبان و ویژگی‌های گفتار، از جمله زبان اول (زبان مادری)، لهجه، اندازه درک شده و میزان دایره واژگان (این که گوینده از کلمات پیچیده و متنوع استفاده می‌کند)، «modality»، و نحو می‌باشد. برای مثال، احتمالاً با یک اکسیتانی زبان در فرانسه متفاوت از یک فرانسوی زبان رفتار می‌شود. بر اساس تفاوت در استفاده از زبان، یک فرد ممکن است به‌طور خودکار دربارهٔ ثروت، تحصیلات، موقعیت اجتماعی، شخصیت یا سایر ویژگی‌های شخص دیگری قضاوت کند که ممکن است منجر به تبعیض شود.
در اواسط دهه ۱۹۸۰ میلادی، زبان‌شناسی به نام «Tove Skutnabb-Kangas» ایده تبعیض مبتنی بر زبان را به عنوان «linguicism» را پایه گذاشت. «linguicism» به عنوان "ایدئولوژی‌ها و ساختارهایی که برای مشروعیت بخشیدن، اعمال، و بازتولید تقسیم نابرابر قدرت و منابع (هم مادی و هم منابع غیر مادی)" استفاده می‌شود و بین گروه‌هایی که بر اساس زبان شکل گرفته‌اند تعریف می‌شوند. اگرچه نام‌های مختلفی برای این نوع تبعیض داده شده‌است، اما همه آنها تعریف یکسانی دارند. همچنین مهم است که توجه داشته باشیم که تبعیض زبانی از نظر فرهنگی و اجتماعی به دلیل ترجیح یک استفاده از زبان بر دیگران تعیین می‌شود.
محققان نقش امپریالیسم زبانی را در زبان‌شناسی تحلیل کرده‌اند، و برخی ادعا می‌کنند که گویشوران زبان‌های مسلط و غالب به سمت تبعیض علیه گویشوران دیگر زبان‌های روی می‌آورند، این در حالی که افراد دارای زبان مسلط با تکیه بر فقط یک زبان، باعث ضرر به خود از لحاظ زبانی می‌شوند. به گفته محقق کارولین مک کینلی «Carolyn McKinley»، این پدیده بیشتر در آفریقا وجود دارد، جایی که اکثریت مردم بهزبان‌های اروپایی که در دوران استعمار معرفی شده بودند صحبت می‌کنند. همچنین از کشورهای آفریقایی یاد می‌شود که به جای زبان‌های بومی، زبان‌های اروپایی را به عنوان رسانه اصلی آموزش ایجاد می‌کنند. گزارش‌های یونسکو اشاره کرده‌اند که از لحاظ تاریخی این تنها به نفع طبقه فرادست آفریقا بوده‌است و اکثریت جمعیت آفریقا که سطح متفاوتی از تسلط به زبان‌های اروپایی رایج در سراسر این قاره را دارند، دچار زیان شده‌اند. محققان همچنین به تأثیر تسلط زبانی زبان انگلیسی بر رشته تحصیلی اشاره کرده‌اند. آنا ویرزبیکا «Anna Wierzbicka»، محقق، رشته‌هایی مانند علوم اجتماعی و علوم انسانی باور دارد که این رشته‌های دانشگاهی، «در چارچوب مفهومی مبتنی بر زبان انگلیسی قفل شده‌اند» و این چارچوب مانع از دستیابی دانشگاهیان به یک «دیدگاه جهانی تر و مستقل از فرهنگ» می‌شود.